# Salvador Rangel Mendoza
Salvador Rangel Mendoza OFM (ur. 28 kwietnia 1946 w Tepalcatepec) – meksykański duchowny rzymskokatolicki, w latach 2015–2022 biskup Chilpancingo-Chilapa.

## Życiorys
Święcenia kapłańskie przyjął 28 czerwca 1974 w zakonie franciszkanów. Pracował głównie jako duszpasterz zakonnych parafii, był także m.in. definitorem prowincji, współpracownikiem Kustodii Ziemi Świętej, rektorem niższego seminarium franciszkańskiego w Celaya, ekonomem i administratorem kolegium franciszkańskiego Antonianum w Rzymie oraz wikariuszem biskupim archidiecezji Morelia dla rejonu Nuestra Señora de la Luz.
12 marca 2009 został prekonizowany biskupem Huejutla. Sakry biskupiej udzielił mu 5 czerwca 2009 abp Alberto Suárez Inda.
20 czerwca 2015 otrzymał nominację na biskupa diecezji Chilpancingo-Chilapa. 11 lutego 2022 papież Franciszek przyjął jego rezygnację z pełnionej funkcji.